# مایکل بالفور
مایکل بالفور (انگلیسی: Michael Balfour؛ ۱۱ فوریه ۱۹۱۸ – ۲۴ اکتبر ۱۹۹۷) بازیگر و مجسمه‌ساز اهل بریتانیا بود.
از فیلم‌ها یا برنامه‌های تلویزیونی که وی در آن نقش داشته‌است، می‌توان به بتمن، فارنهایت ۴۵۱، رسیدن به آسمان، حکایت‌های کنتربری، دایموند، من یک عروس مذکر زمان جنگ بودم، بسته غیرمنتظره، کازانووا، آلبرت آر.ان، یک حرکت صحیح، اطلاعات طبقه‌بندی‌شده، مولن روژ، ژنویو، بانوی خوشگذران، ناقوس‌های سنت ترینیان، ابلیسی بی‌چهره، با خشم به گذشته بنگر، یک راسو برای خانم، قصاب‌باشی، مرد ساندویچی، زیبابین، فشار زمان، تعمیرکار، ماجراجویان، زندگی خصوصی شرلوک هولمز، مکبث، شمعدان و پیمان هالکرافت اشاره کرد.